# الصفا، حماة
الصفا (به عربی: الصفا) یک روستا در سوریه است که در ناحیه زیاره واقع شده‌است. الصفا ۲٬۹۴۷ نفر جمعیت دارد.